# Afon Lloer
Afon Lloer är ett vattendrag i Storbritannien.   Det ligger i kommunen Conwy och riksdelen Wales, i den södra delen av landet, 300 km nordväst om huvudstaden London. Afon Lloer ligger vid sjön Llyn Ogwen.